# Овес бородатий
Овес бородатий (Avena barbata Pott ex Link, 1800) – вид рослин родини тонконогові (Poaceae).

## Опис
Це однорічна рослина. Стебла 25–170 см, прямовисні, колінчаті, як правило, голі. Листки у підвішеному стані 4–30 см × 1–7 мм, волосаті або майже голі. Волоть 5–40 см. Колоски 16–31(35) мм, з 2–3 квітами. Квітне з лютого по червень. Має їстівні насіння — (зернівка).

## Поширення
Північна Африка: Алжир; Єгипет; Лівія; Марокко; Туніс. Азія: Саудівська Аравія; Афганістан; Кіпр; Іран; Ірак; Ізраїль; Йорданія; Ліван; Сирія; Туреччина; Таджикистан; Туркменістан; Узбекистан; Індія [пн.]; Непал; Пакистан. Кавказ: Вірменія; Азербайджан; Росія — Передкавказзя, Дагестан. Європа: Велика Британія; Австрія; Бельгія; Німеччина; Польща; Україна [вкл. Крим]; Албанія; Болгарія; Хорватія; Греція [вкл. Крит]; Італія [вкл. Сардинія, Сицилія]; Румунія; Сербія; Словенія; Франція [вкл. Корсика]; Португалія [вкл. Мадейра]; Гібралтар; Іспанія [вкл. Канарські острови]. Вид натуралізований в ПАР, Австралії, США, Південній Америці. Також культивується.

## Галерея

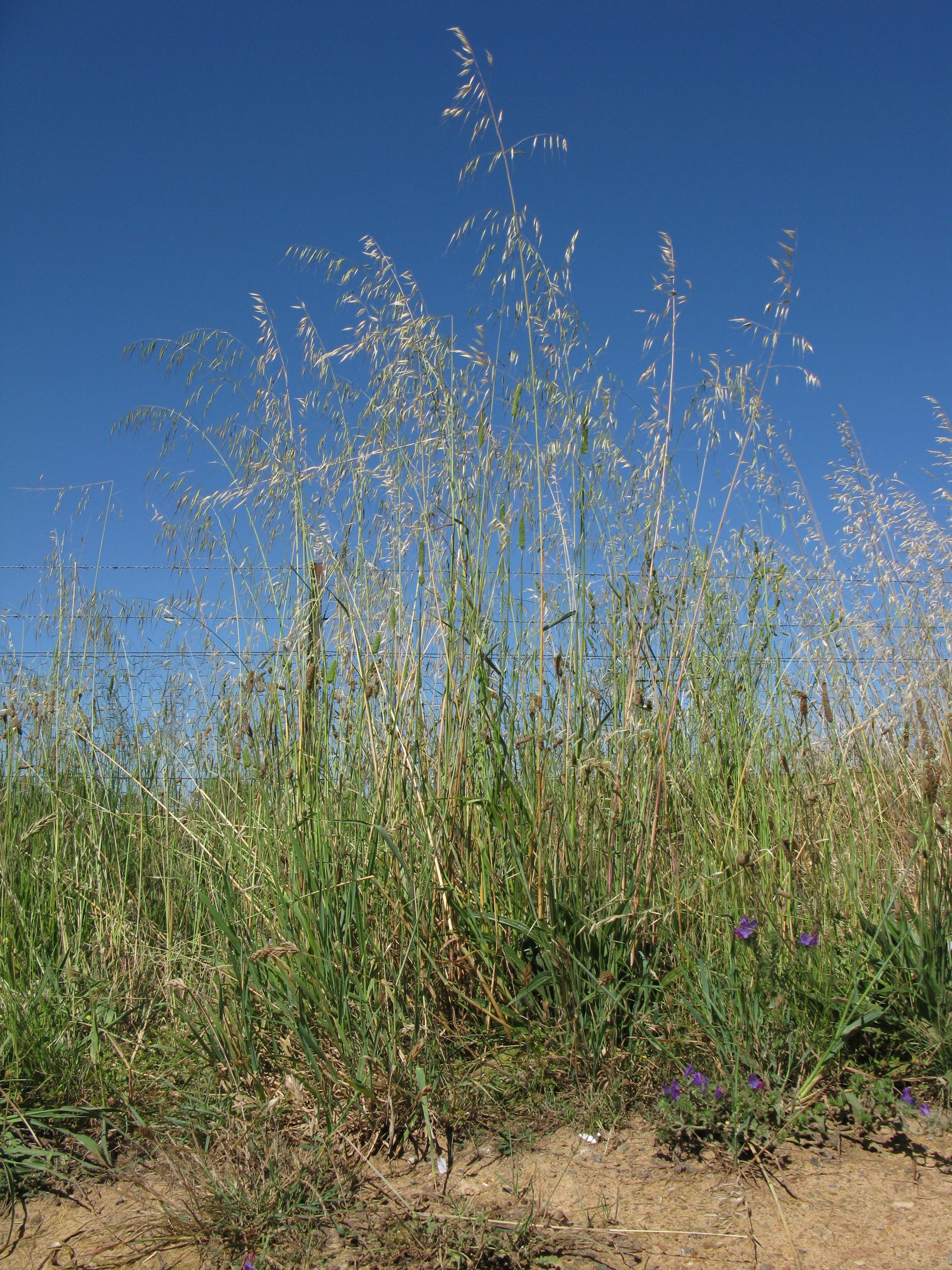
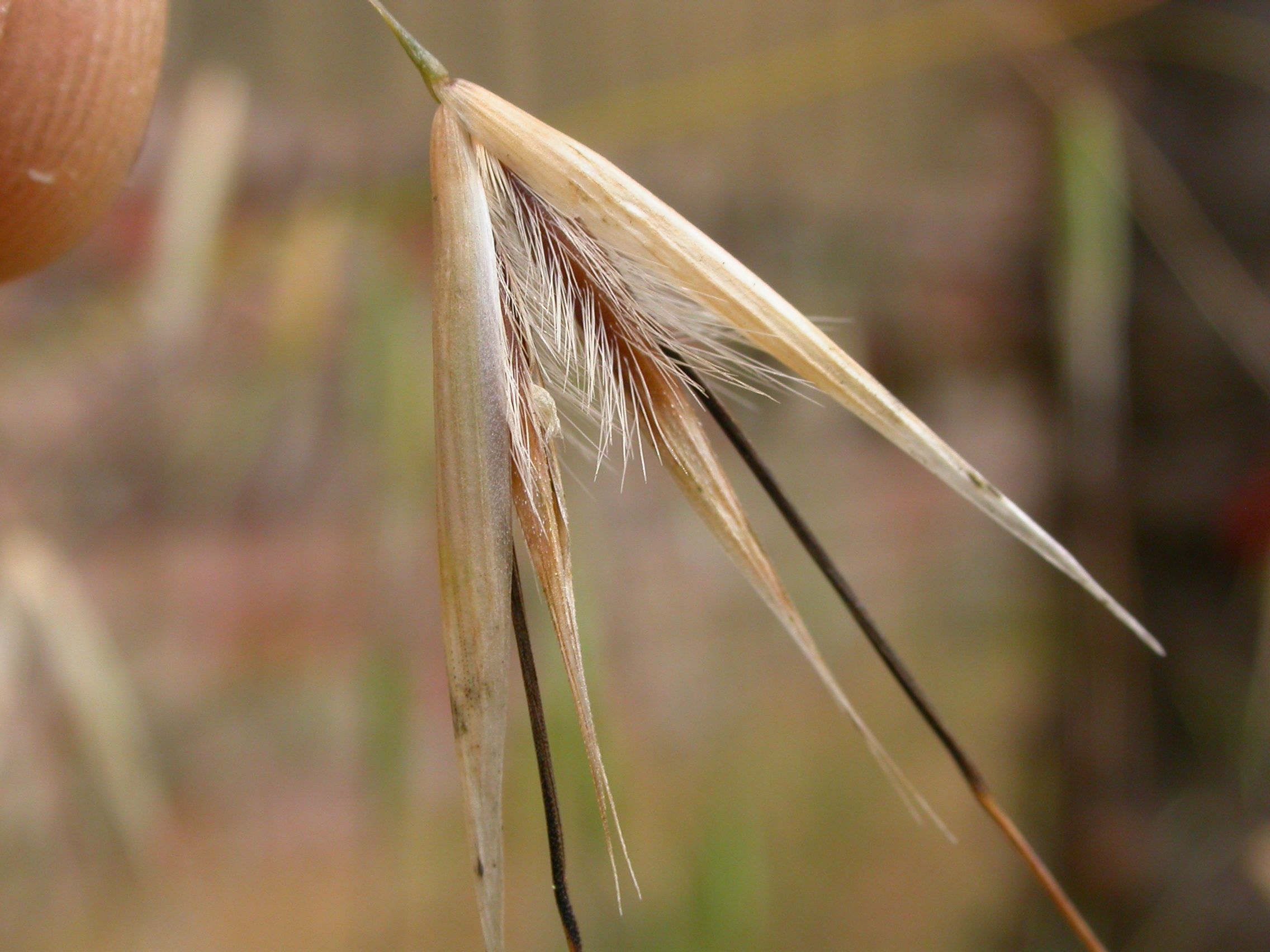
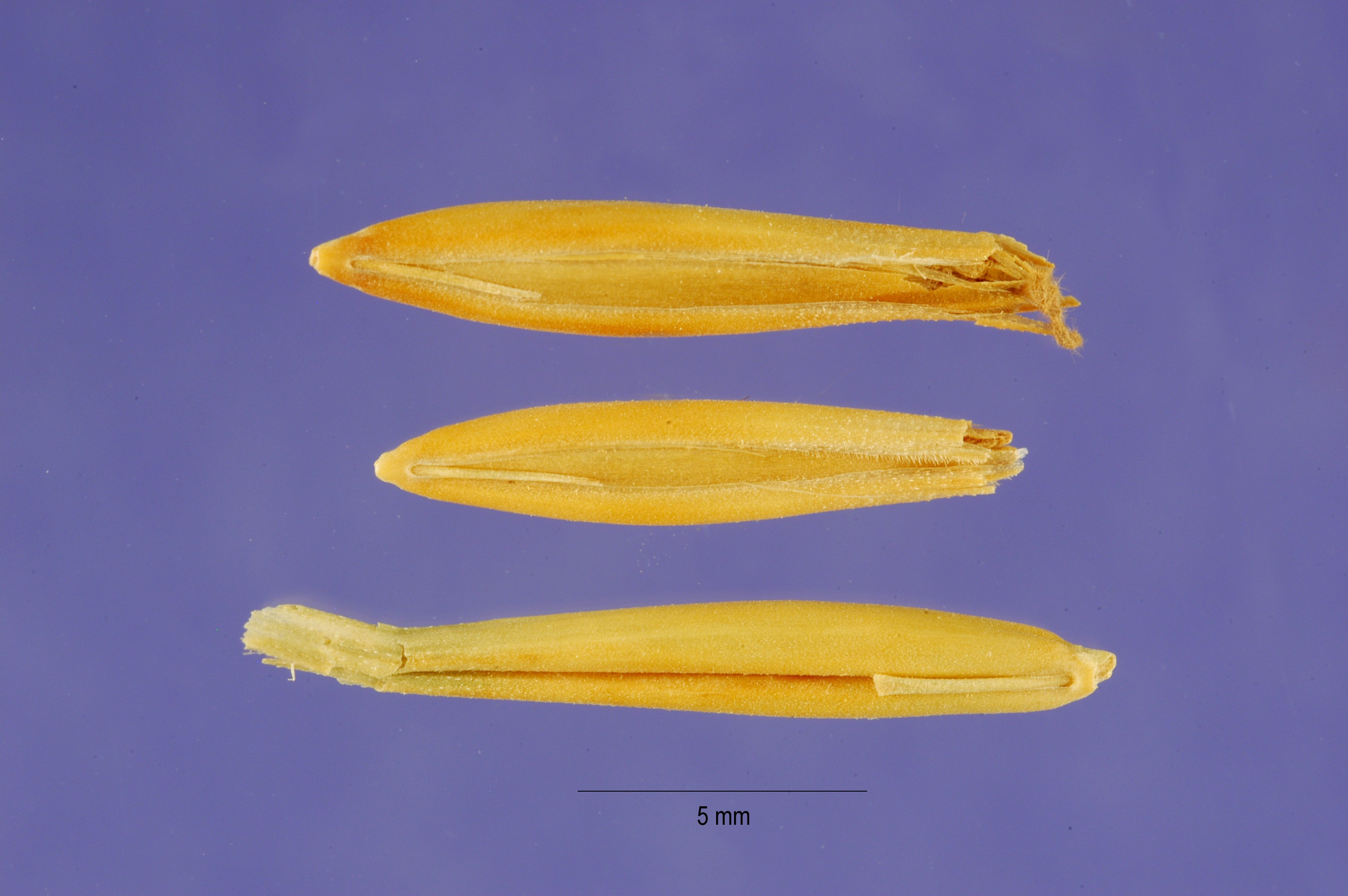